# Ауэрбахово сплетение

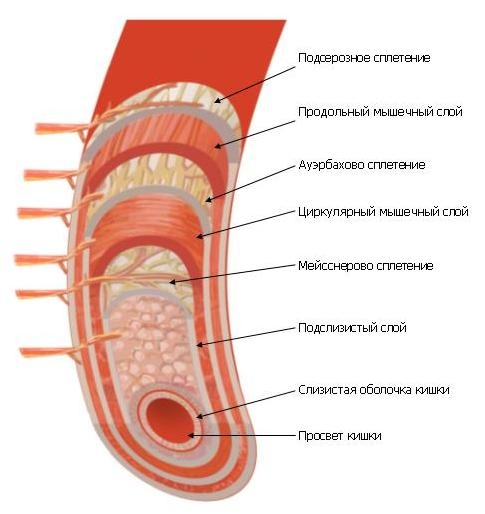
Расположение ауэрбахова и других сплетений в стенке тонкой кишки человека

Ауэрба́хово сплете́ние (межмы́шечное не́рвное сплете́ние; лат. plexus myentericus) — нервное сплетение, располагающееся между продольным и циркулярным слоями мышечной оболочки полого гладкомышечного органа желудочно-кишечного тракта; часть энтеральной нервной системы.
Ауэрбахово сплетение представляет собой густую непрерывную сеть нервных узлов, расположенных между слоями продольных и циркулярных мышц. Между собой узлы ауэрбахова сплетения соединяются короткими нервными тяжами, идущими в продольном и циркулярном направлении и образующими непрерывную сеть вокруг органа.
Нервные клетки ауэрбахова сплетения иннервируют оба слоя мышечной ткани: продольный и циркулярный и обеспечивают регуляцию сократительных процессов оболочки гладкомышечных органов желудочно-кишечного тракта: перистальтику, ритмическую сегментацию, антиперистальтику и другие.
В ауэрбаховом сплетении выделяют два основных типа нейронов:
- а) получающие нервные импульсы по блуждающему нерву и крестцовым парасимпатическим ветвям от центральной нервной системы и от нейронов типа «в» и передающие их клеткам гладких мышц;
- б) формирующие чувствительное звено локальных рефлекторных дуг.

В составе ауэрбахова сплетения выделяют глубокое нервное сплетение, волокна которого располагаются в толще мышечного слоя и идут параллельно мышечным волокнам.

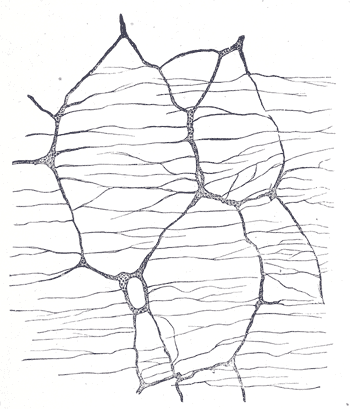
Ауэрбахово сплетение кролика. Увеличение 50:1. Рисунок из Анатомии Грея.

## Этимология
Названо в честь немецкого анатома Леопольда Ауэрбаха (нем. Leopold Auerbach; 1828—1897).